# Festival Delfici
I Festival Delfici (in lingua greca: Δελφικές Εορτές) sono stati delle manifestazioni culturali, musicali e teatrali, organizzati dai coniugi Angelos Sikelianos ed Eva Palmer-Sikelianos nell’ambito del loro sforzo comune mirato alla rinascita e promozione dell’Idea Delfica (Δελφική Ιδέα). Si tennero in due edizioni (1927 e 1930) presso le rovine del sito archeologico dell’antica città di Delfi, in particolare l’Antico Teatro e lo Stadio. Parte degli eventi coinvolgevano anche l’allora Museo Archeologico e le strade del moderno villaggio. Oggigiorno l’abitazione della coppia, fatta costruire nelle vicinanze degli scavi, è stata adibita a Museo dei Festival Delfici, e custodisce oggetti preziosi quali costumi, manoscritti e strumenti di vita quotidiana.

## Primo Festival Delfico

Riproduzione del poster dei Primo Festival Delfico, maggio 1927

Il Primo Festival Delfico si è tenuto il 9 e 10 maggio del 1927, su iniziativa dei coniugi Angelos ed Eva Sikelianos, e consisteva in una serie di eventi presso il sito archeologico di Delfi. Il Festival Delfico traeva ispirazione dagli ideali adottati da Sikelianos ed Eva Palmer, concentrandosi in particolare sul valore della solidarietà delle persone di tutto il mondo e sul rispetto reciproco. I Sikelianos ritenevano che Delfi poteva effettivamente rivestire un ruolo chiave per questa prospettiva globale, con riferimento alla Lega Anfizionica che era stata stabilita lì per secoli. Fecero costruire una casa presso il moderno centro abitato ed organizzarono le celebrazioni che stavano per diventare di calibro internazionale. L’intera iniziativa è stata finanziata dalla coppia Sikelianos e si ripeté per due volte (1927 e 1930), cosa che li colpì duramente dal punto di vista economico e che li condusse presto alla separazione. 

### Primo giorno – Lunedì, 9 maggio 1927
Il festival iniziò con un tour dei visitatori presso il sito archeologico ed il Museo di Delfi guidati da archeologi greci e stranieri, che erano stati incaricati con lo scopo di spiegare l'importanza, sia storica che artistica, dei monumenti e delle rovine che erano stati rinvenuti relativamente di recente. Poi (alle ore 13:00, secondo il programma) fu offerta la colazione, accompagnata da musica tradizionale greca (canti "kleftika") eseguita dagli abitanti del villaggio ed il tour proseguì. Alle ore 16, da parte di un uomo posto sulla cima delle Fedriadi fu dato il segnale ai visitatori di radunarsi nell'antico teatro, cosicché i tre principali eventi del primo giorno sarebbero potuti proseguire. Come atto d’apertura fu eseguito l’Inno ad Apollo dal coro e dall'orchestra, poi ci fu una rappresentazione della tragedia Prometeo incatenato di Eschilo e, infine, Angelos Sikelianos, il fondatore del Festival, parlò al pubblico dell’importanza dell’Organizzazione Delfica sia nell'antichità che al giorno d’oggi. Il primo giorno si concluse con una cena (alle ore 20:00); poi, quei visitatori che erano giunti per nave furono accompagnati fino ad Itea alle loro imbarcazioni.

### Secondo giorno – Martedì, 10 maggio 1927
Il secondo giorno iniziò con una visita mattutina alla Fiera dell’Artigianato di Delfi, dove Eva Sikelianos discusse sull'importanza dell’arte popolare e sul valore del lavoro di tessitura al telaio, del quale era particolarmente appassionata. Alle ore 11 fu tenuto un discorso in tedesco sull'Antico Teatro da parte del famoso archeologo Wilhelm Dörpfeld e alle 13:00 fu servita la colazione agli ospiti. Poi, verso le 3 di pomeriggio presero luogo due eventi: i giochi di atletica all'antico stadio (nel quale studenti di varie facoltà parteciparono praticando l’antico pentathlon insieme a squadre sportive delle città di Salonicco e Desfina) e l’antica danza di guerra pirrica eseguita da danzatori “guerrieri” vestiti in armatura, sotto la guida dell’ufficiale militare, attore e scrittore Athanasios Veloudios sulle note delle musiche composte da Konstantinos Psachos. Alle 19 seguì la cena ed alle 20:00 un’esibizione di musica corale bizantina presso l’Antico Teatro.
La giornata di festa si concluse con uno spettacolo teatrale e di danza: una rappresentazione mimica della Septeria (la lotta tra Apollo e Pitone) da parte del famoso ballerino di antiche danze greche, Vasso, ed il mimo Tanagra Kanellos (entrambi espatriati greci che tornarono dagli Stati Uniti per questo scopo), con la riproposizione dell’Inno ad Apollo alla fine. La partenza dei visitatori stranieri fu accompagnata da una staffetta di torce lungo la Via Sacra (in greco Ιερά Οδός - Ierá Odós), in cui degli atleti muniti di fiaccole illuminavano la strada in modo che i visitatori potessero scendere verso Itea.

## Secondo Festival Delfico
Il Secondo Festival Delfico, organizzato da Angelos Sikelianos e sua moglie Eva Palmer-Sikelianos, si è svolto tra l'1 e il 13 maggio 1930 e consisteva in tre lunghe giornate di celebrazioni (1-3, 6-8 e 11-13 maggio); il programma è stato riproposto per tre volte in modo tale da dare a quante più persone possibile l’opportunità di partecipare agli eventi. I fondi necessari per la realizzazione delle celebrazioni sono stati offerti da Eva Palmer e altri eminenti membri della società greca come Anthony Benakis, Angeliki Hatzimichali, Mrs. Horemi, D.A. Stathatos, ecc.

### Primo giorno – 1, 6 e 11 Maggio 1930
Il programma del primo giorno della Seconda edizione del Festival somigliò molto a quello del giorno iniziale del Primo Festival del 1927. Più precisamente, al mattino (intorno alle 10:00) i visitatori si riunirono di fronte al Museo Archeologico di Delfi per effettuare un tour guidato fra i monumenti antichi e gli oggetti esposti nel museo accompagnati da archeologi greci e stranieri. Alle 13:00 veniva servito il pranzo e alle 16.30 i visitatori si riunirono al suono della tromba suonata dalle rupi Fedriadi, per andare al Teatro Antico. Alle 17:00 assistettero alla tragedia Prometeo Incatenato di Eschilo (come introduzione, l'orchestra eseguì l'inno ad Apollo). La cena fu servita alle 8 di sera e la giornata si concluse con il ritorno di visitatori stranieri alle navi nel porto di Itea e al vicino villaggio di Arachova, poiché a quei tempi non esisteva alcuna infrastruttura alberghiera a Delfi.

### Secondo giorno – 2, 7 e 12 maggio 1930
Il principale elemento innovativo del secondo giorno di questi Festival, che lo differenziava dal precedente del 1927 (escluse alcune modifiche minori), fu la rappresentazione di un'altra tragedia greca, Le Supplici di Eschilo. Inoltre, il programma prevedeva un trasferimento mattutino a Delfi, una visita alla Fiera dell'Artigianato, e la colazione alle 13:00. La rappresentazione de Le Supplici al Teatro Antico era prevista alle 17:00 (Regista–costumista: Eva Sikelianos, compositore: K. Psachos, direttore d’orchestra: Phil. Economides, responsabile delle maschere: F. Rock, scenografia: G. Kontoleon. Le parti principali sono state interpretate da C. Mavrogenis, I. Destouni e I. Avlonitis). A seguire un discorso di Sikelianos riguardo all'Idea Delfica, previsto per le 7 di sera, e cena alle ore 20, accompagnata da canti “kleftika” sulle note di flauti e strumenti locali.

### Terzo giorno – 3, 8 e 13 maggio 1930
Tutti gli eventi del terzo giorno si svolsero presso l’Antico Stadio, dove la rievocazione dei Giochi Pitici, dedicati agli eroi della Guerra d'indipendenza Greca, concludeva il Secondo Festival Delfico. Dalle 10.30 alle 12.30 gli spettatori hanno assistito alla sfilata e al giuramento degli atleti, al pentathlon (composto da corsa, lancio del giavellotto, lancio del disco, salto in lungo e lotta), alla staffetta della torcia (in contemporanea al tiro alla fune), ai giochi della gioventù e alla danza di guerra macedone. Questa volta sono state introdotte alcune nuove dimostrazioni e discipline sportive, vale a dire le manovre di spettacolo equestre – l'anthippasìa, una competizione equestre nell'ambito delle Feste Panatenee –, la corsa degli opliti e la dimostrazione degli arcieri. 
Una pausa in questo programma intenso sono stati i pasti che sono stati offerti agli ospiti alle 13:00, e poi ancora alle 16.00 e alle 18.00. La parte principale e più importante della serata, a chiusura del Secondo Festival Delfico, è costituita da una serie di "brevi lezioni da parte di intellettuali greci e stranieri riguardo all'Idea Delfica", seguite da un resoconto sull'esperienza di quei tre giorni e da suggerimenti riguardanti il Festival.